# اوپوککولام
اوپوککولام (به لاتین: Uppukkulam) یک منطقهٔ مسکونی در سری‌لانکا است که در استان شمالی (سری‌لانکا) واقع شده‌است.